# Prix Georges-Émile-Lapalme
Pour un article plus général, voir Prix du Québec.

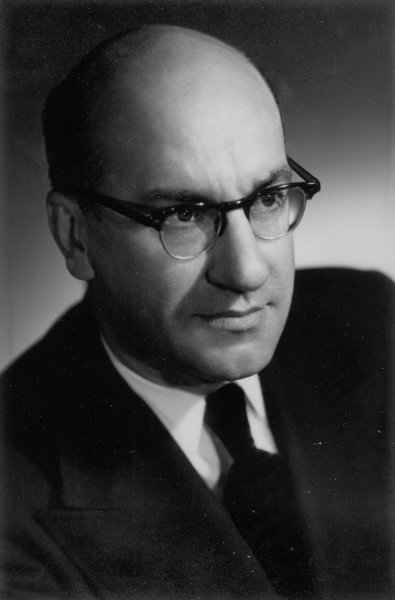
Georges-Émile Lapalme en 1950

Le prix Georges-Émile-Lapalme est l'un des prix du Québec remis annuellement par le gouvernement du Québec. Il est accordé à une personne ayant contribué de façon exceptionnelle, tout au cours de sa carrière, à la qualité et au rayonnement de la langue française parlée ou écrite au Québec. Il est nommé en mémoire de Georges-Émile Lapalme.

## Description du prix
Les critères d’éligibilité au prix sont :
- le candidat doit être citoyen canadien et vivre ou avoir vécu au Québec ;
- une personne ne peut recevoir deux fois le même prix, mais elle peut en recevoir plus d’un la même année ;
- un prix ne peut être attribué à plusieurs personnes à moins que ces personnes participent à des réalisations conjointes ;
- un prix ne peut être attribué à titre posthume.

Le prix :
- une bourse non imposable de 30 000 $ ;
- une médaille en argent réalisée par un artiste québécois ;
- un parchemin calligraphié et un bouton de revers portant le symbole des Prix du Québec ;
- une pièce de joaillerie exclusive aux lauréates et aux lauréats ;
- un hommage public aux lauréats et aux lauréates par le gouvernement du Québec au cours d’une cérémonie officielle.

## Origine du nom
Il est nommé en l'honneur de Georges-Émile Lapalme, homme politique libéral des années 1950. Les domaines d'activité reconnus aux fins de ce prix sont la culture, les communications, l'éducation, l'administration, la recherche scientifique, le travail, le commerce et les affaires,,.

## Liste des lauréats
- 1997 - Pierre Bourgault
- 1998 - Fernand Daoust
- 1999 - Marc Favreau
- 2000 - Henri Bergeron
- 2001 - Michel Bergeron
- 2002 - Jean-Claude Corbeil
- 2003 - André Gaulin
- 2004 - Jacques Languirand
- 2005 - Jean-Marc Léger
- 2006 - Marie-Éva de Villers
- 2007 - Gaston Bellemare
- 2008 - Paul-André Crépeau
- 2009 - Monique C. Cormier
- 2010 - Lise Bissonnette
- 2011 - Jacques Duval
- 2012 - Benoît Melançon
- 2013 - Paul Gérin-Lajoie
- 2014 - Denis Vaugeois
- 2015 - Gisèle Lamoureux
- 2016 - Noëlle Guilloton
- 2017 - Guy Bertrand
- 2018 - Lise Gauvin
- 2019 - Hélène Cajolet-Laganière[4]
- 2020 - Solange Chalvin
- 2021 - Claude Poirier
- 2022 - Louis Mercier
- 2023 - Jacques Leclerc (linguiste)